# ロヒンギャ危機

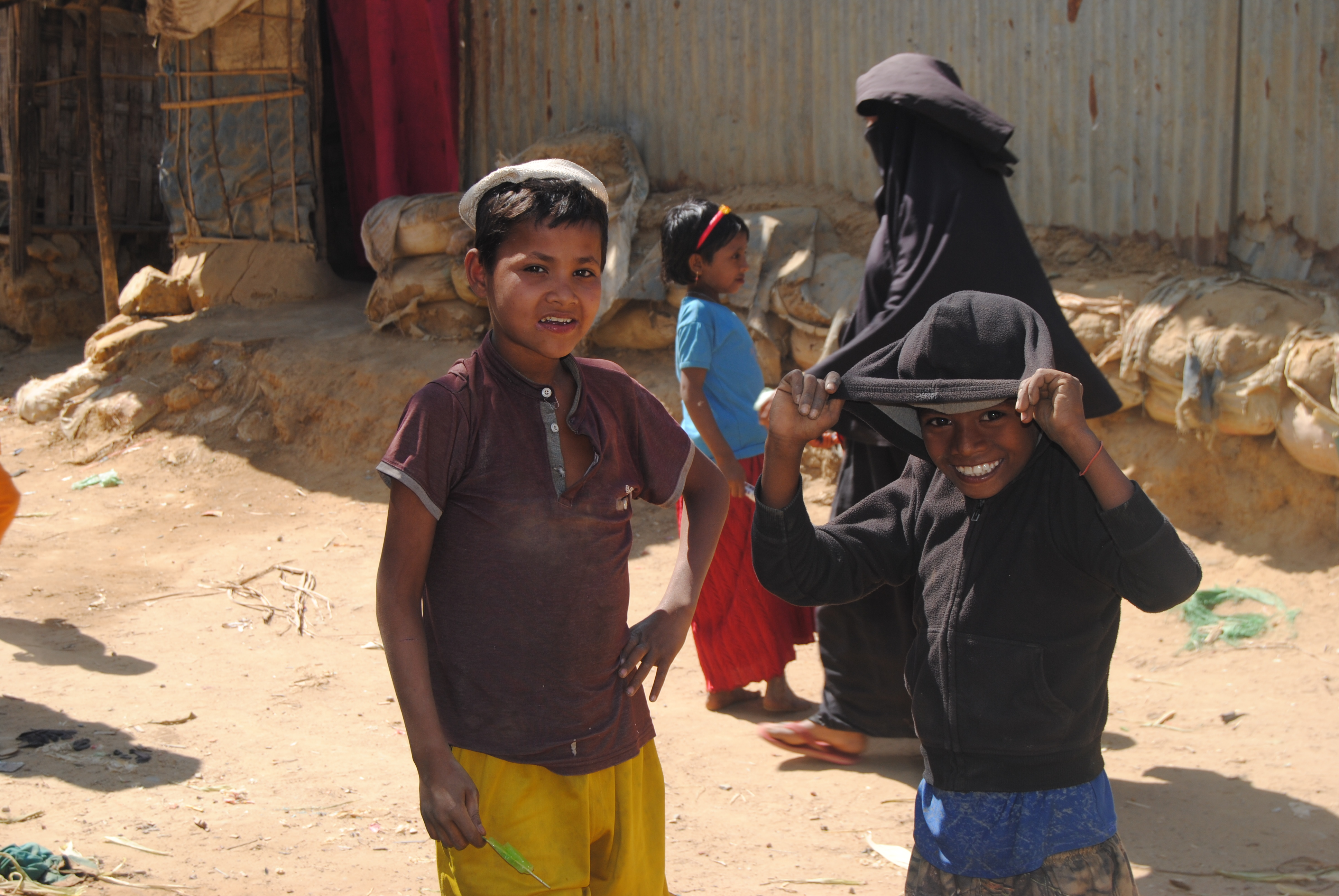
ロヒンギャの難民キャンプにて（2019年）

2017年8月、ラカイン州におけるアラカン・ロヒンギャ救世軍（ARSA）に対するミャンマー軍（以下、国軍）の掃討作戦をきっかけに、約70万人のロヒンギャ難民がバングラデシュに流出したロヒンギャ危機（ロヒンギャきき）について詳述する。

## 背景
ロヒンギャは、主にラカイン州北部に住むムスリムの人々である。彼ら自身は古来より当地に住んでいると主張しているが、一般のミャンマー人にはバングラデシュからの不法移民と認識されており、1982年の国籍法成立以降は、多くのロヒンギャが、実質、無国籍状態にある。1978年と1991年から1992年にかけて大規模なバングラデシュ流出劇があり、バングラデシュのコックスバザール周辺には大規模な難民キャンプがある。2011年にテインセイン政権が成立し、言論の自由がある程度認められ、インターネットが普及してからは、・アシン・ウィラトゥ率いる969運動、それを受け継いだミャンマー愛国協会（マバタ）の扇動によってムスリムヘイトが高まり、2012年5月には、ラカイン族の少女がロヒンギャの男性に強姦されて殺害された事件をきっかけに、両者の間に衝突が発生。10月までに150人以上が死亡、10万人以上のロヒンギャがバングラデシュに流出する事態となった。以降もラカイン州ではムスリムと仏教徒の衝突が頻発し、ラカイン州以外でもメイティーラ、ヤンゴン近郊のオッカン、ラーショーで反ムスリムの暴動が発生して多数の死傷者が出るなど両者の緊張は高まっていた。

## 経緯

### 2016年の第1波
2015年の総選挙ではアウンサンスーチー率いる国民民主連盟（NLD）が大勝利を収め、実質アウンサンスーチー政権が成立した。国家顧問に就任したスーチーは、元国連事務総長・コフィー・アナンを長とするラカイン州諮問委員会を設置して、ロヒンギャ問題を含むラカイン州のさまざまな課題に取り組む姿勢を見せた。
しかし2016年10月19日、短剣、槍、ナイフなどで武装した350人ほどの正体不明の集団が、ラカイン州の国境警備警察隊（BGP）の複数の監視所を銃や爆弾で襲撃し、警察官9名が殺害される事件が発生した。この際、件の武装組織は「ハルカ・アル・ヤキン（信仰の運動）」と名乗っており、サウジアラビア出身のムスリムがリーダーで、豊富な資金を持ち、外国で訓練を受けていたということしかわかっていなかった。11月12日には、件の武装集団と思われる集団が、ラカイン州で国軍の部隊を急襲し、警官1人、兵士1、武装集団の兵士6人が死亡。3日間の戦闘で、死者数は134人（国軍32人、武装集団102人）に上った。
これらの襲撃に対して国軍は大規模な掃討作戦を開始し、数か月間でマウンドー地域では1,500棟以上の建物を破壊、1,000人ものロヒンギャを殺害し、約7万人のロヒンギャがバングラデシュに流出する事態となった。国際社会からは「民族浄化」と大きな非難の声が上がったが、スーチーは「元はと言えば、武装勢力の襲撃に対して国軍が反撃したことがきっかけだ」「今起きていることを言い表すのに民族浄化は表現が強すぎる」などと抗弁して、国際調査団の受入れを拒否、スーチーの公式Facebookページには「偽のレイプ」という文言が貼りつけられた。

### 2017年の第2波
そしてラカイン州諮問委員会が、国籍法改正によるロヒンギャへの国籍付与などを勧告する最終報告書を提出した翌日の2017年8月25日、ラカイン州で 、鉈や竹槍で武装した約5,000人の住民を引き連れた武装組織が、約30ヶ所の警察署を襲撃するという事件が発生し、数日間の戦闘で治安部隊に14人、公務員に1人、件の武装組織に371人の死者が出る事態となった。バーティル・リントナーは「このタイミングは狙ったものだ」と分析している。
武装勢力の正体は前年にも警察を襲撃したハルカ・アル・ヤキンで、今回は「アラカン・ロヒンギャ救世軍（ARSA）」と名乗っていた。襲撃直後、政府はアラカン・ロヒンギャ救世軍をテロ組織に認定し、ティンチョー大統領は事件が起きたラカイン州北部を軍事作戦地域に指定して軍事作戦の遂行を許可。これを受けて国軍は激烈な掃討作戦を展開し、ARSAのメンバーが逃げこんだ村々を次々と放火し、その過程で拷問、処刑、強姦などの蛮行を働いたとされる。一方、ARSAもヒンドゥー教徒の人々を虐殺したと報じられている。結果的に約70万人と言われるロヒンギャ難民がバングラデシュに流出する未曾有の事態となり、世間は騒然とした。なおこの掃討作戦には国軍、国境警備隊、警察だけではなくラカイン族の一般の人々も多数関わっていたとされる。
9月9日、ARSAは、援助団体や人道支援活動家がラカイン州北部に安全にアクセスできるよう、9月10日から10月9日までの1か月間の停戦を一方的に宣言した。声明の中で、ARSAは政府に武装蜂起し停戦に同意するよう求めたが、国家顧問室のスポークスマン・ゾーテイは「われわれはテロリストと交渉する方針はない」と述べて、この申し出を拒否した。
このようにして、新たにバングラデシュに逃れたロヒンギャ難民は、2016年10月から2017年6月15日までに7万5千人、2017年8月25日から2018年8月までに72万5千人、以前の難民を含めると90万人以上が難民となっている。

### その後
2019年11月、イスラム協力機構を代表してガンビアが、ジェノサイドを行ったとしてミャンマーを国際司法裁判所に提訴した。ガンビアは、掃討作戦の最中に行われた大量虐殺行為は、強姦やその他の形態の性暴力、組織的放火による村落の破壊など、あらゆる大量殺戮を用いて集団としてのロヒンギャを全体的または部分的に破壊することを目的としたものであったと主張した。2020年1月、国際司法裁判所は、ミャンマーに迫害防止措置などをもとめる仮保全措置を命令した。
2024年11月、国際刑事裁判所（ICC）がミンアウンフラインの逮捕状を請求した。
2025年2月、アルゼンチンの法廷は、スーチー、ティンチョー、ミンアウンフラインを含む25人に対する逮捕状を発行した。同法廷では、2019年11月、ビルマ・ロヒンギャ協会（UK）と複数の南米の人権団体が、戦争犯罪や人道に対する罪など重大な犯罪を国家の枠組みにとらわれずに訴追できる「普遍的管轄権」にもとづき、スーチーなど当時のミャンマー高官を告発していた。

## スーチーに対する国際的非難とミャンマー国内の反応
この国軍の掃討作戦に対して、国際社会ではジェノサイドとの批判が高まったが、これを認めないスーチーに対する批判も高まった。スーチーに対するノーベル平和賞剥奪運動が巻き起こり、アムネスティ・インターナショナルの良心の大使賞など数々の名誉が剥奪された。そして2019年11月11日、ミャンマーに対して起こされたジェノサイド規定違反のハーグ国際司法裁判所（ICJ）の場で、スーチーがあらためてジェノサイドを否定したことにより、彼女の国際的名声は完全に失墜した。

リントナーはスーチーの微妙な立場を以下のように説明している。
国軍は依然として3つの重要な省庁を掌握し、実権を握っている。何が起きているのかは、完全に彼女の手に負えない。だから彼女には誰かに命令する権限がほとんどない。国軍は、選挙で選ばれたリーダーではなく、最高司令官から命令を受けるのだ。彼女は本当に微妙なバランスを取らなければならない。もし彼女がロヒンギャの味方になったとしましょう。それは政治的自殺行為です。彼女の支持者の大半がこの件に関してどのような立場を取っているかは明らかです。もし彼女が強硬派のアラカン民族党（ANP）の支持を表明したら、西側メディアから非難されるでしょう。もし彼女が何もしなければ、彼女自身も非難されるでしょう。彼女にとってそれは極めて微妙な状況です。
ただこれとは逆に、ミャンマー国内では、ロヒンギャに嫌悪感を持つ多くの国民がスーチーと国軍を支持した。同年9月から10月にかけて国軍総司令官のミンアウンフラインが「1942年の未完の仕事をやり遂げる」という発言を繰り返すと、彼のFacebookのフォロワーが激増した。「1942年の未完の仕事」とは、イギリス軍側についたロヒンギャの部隊・Vフォースの攻撃によって2万人以上のラカイン族が殺害されたことに対する復讐を意味していた。
また長年国軍から弾圧されてきたミャンマー人の民主化活動家たちも、このロヒンギャ追放劇を擁護した。88年世代のリーダー格・ミンコーナインは、ARSAの2回目の襲撃直後の2017年9月に記者会見を開き、「ロヒンギャはミャンマーの135の民族の1つではない」と述べた。ビルマ人権教育研究所（HREIB）の設立者で、また現国民統一政府（NUG）の人権大臣を務めるアウンミョーミンは「このような微妙な状況で『民族浄化』という言葉を使うのは受け入れられません。民族浄化とは他の民族を排除することを意味します。これはラカイン州には当てはまりません」と述べた。当時、国軍に対する風刺劇が理由で服役中だった著名な劇団俳優・ザヤールウィン（Zayar Lwin）は、ロヒンギャを「カラー」「ベンガル人」という蔑称で呼び、ロヒンギャの窮状をロヒンギャのせいにし、「マウンドー出身のベンガル人全員がテロリストというわけではないが、それでもテロリストとベンガル人を区別するのは非常に難しい」「この状況により、われわれがテロリストとみなす彼らは、世界から見て哀れな存在になってしまった」と述べた。

## 年表（2017年8月～2018年8月）

### ミャンマー政府の対応
8月25日：ミャンマー国境で武装組織が駐在所20箇所以上を襲撃し、アラカン・ロヒンギャ救世軍（ARSA）が犯行声明を出した。ミャンマー政府情報省発行の『ニューライト・オブ・ミャンマー』によると、「過激派テロリスト」77人と、治安部隊12人がこの戦闘で死亡した。
8月29日：この時点で、双方で100人を超える死者が出た。
8月30日：複数のロヒンギャ避難民によると、トゥラ・トリ村がミャンマー国軍の襲撃を受け、住民が虐殺された（トゥラ・トリ大虐殺）。避難民の中には約500人が殺害されたと証言していたが、実数ははっきりしていない。
8月31日：『ニューライト・オブ・ミャンマー』は、政府筋の話として、ARSAメンバー150人が治安部隊を襲撃し、1人殺害され、4人を逮捕したと報じた。同記事によると、ARSAはヒンドゥー教徒を拘束し、治安部隊によって500人以上のヒンドゥー教徒が避難した。これとは別に、警察によって300人が、また別の村のヒンドゥー教徒200人が避難したという。
9月1日：ミャンマー軍は8月25日からの戦闘で、「ベンガル人」を399人殺害したと発表した。このうち、370人は「アラカン・ロヒンギャ救世軍」など武装勢力としている。一方、政府側は警官11人と国軍兵士2人、政府職員2人の計15人が死亡。このほか、民間人14人が犠牲になったという。また、ミャンマー政府は「ベンガル人」住居2700軒以上が、武装勢力によって放火されたと発表した。しかし、AP通信などは、（ミャンマー）治安部隊による放火というロヒンギャの証言を報じた。また、「ヒューマン・ライツ・ウォッチ」は、衛星画像の分析で、ロヒンギャの村の一つで、ほぼ全域の700軒が燃やされ、仏教徒の村では被害を確認できなかったと発表した。同日、ミャンマー国軍のミンアウンフライン最高司令官は式典で、「ラカイン州で1942年の危機を再び起こさせはしない」と主張した。これは、太平洋戦争におけるビルマの戦いで、「ベンガル人」がイギリスに味方したことを指す。その上で、軍の正当性を主張し、「ベンガル人のテロリスト」が「宗教を扇動や暴力的な攻撃の道具にし」たと非難した。
9月4日：ミャンマー政府情報委員会は、ARSAが新たに660軒を放火したと発表した。
9月13日：国連のグテーレス事務総長は、記者に「これは民族浄化だと考えるか」と問われ、「ロヒンギャ人口の1/3が国外に逃れている。これを形容するのにより適した表現がほかにあるだろうか」と答えた。
9月14日：アムネスティ・インターナショナルは衛星写真から、8月25日以降、計画的にロヒンギャの居住地区や村を狙って放火が行われ、数万人が家を失ったとの分析結果を出した。過去4年間、同地で同様の火災は見られなかった。国境沿いで数十人から行った聞き取り調査によると、ミャンマー国軍、警察、自警団がロヒンギャの住居を襲撃し、放火や略奪、殺人を行った。ある村ではガソリンを撒き、ロケット砲で焼き払った。また、一部地域では、役人が事前に焼き討ちを通告していた。アムネスティ・インターナショナルのティラナ・ハッサンは、焼き討ちは「ベンガル人」の犯行とするミャンマーの主張を「露骨な嘘」と非難し、「私たちの調査によると、自警隊と一緒にロヒンギャの家を焼いた責任は、自国（ミャンマー）の治安部隊が負っていることがはっきりしている」と主張した。同日、ミンアウンフラインはFacebookで、「過激派のベンガル人」は「ミャンマーでは決して民族集団では無かった、（にもかかわらず）ロヒンギャとしての認知を求めている。ベンガル人問題は国家的な問題であり、私たちは真実を確立するために団結する必要がある」と改めて主張し、「ミャンマーの全ての市民は、愛国心で連帯し、メディアは団結すべきである」と述べた。
9月19日：中国の王毅外相は国連のグテーレス事務総長に対し、ミャンマー政府による安全保障上の努力を「理解し、支持する」と表明した。
9月20日：この夜、ラカイン州の州都シットウェーの港で、ロヒンギャ避難民への支援物資を船に載せようとしていた国際赤十字のスタッフらが、約300人の仏教徒に火炎瓶や石を投げつけられ、間に入った警察官数人が負傷した。ミャンマー政府によると、積荷は港に留め置かれたままという。
9月21日：ミャンマー国家顧問省の報道官は、朝日新聞の取材に「（アウンサンスーチーは）調査団を受け入れるとは言っていない。現地の平和と安定に調査団は逆効果だ」と述べた。
9月24日：在韓ミャンマー人約700人が、ソウルのUNHCR韓国事務所前で反ロヒンギャ集会を開いた。
9月27日：AP通信は、ロヒンギャが追われた村で、治安部隊や役人らがロヒンギャの家畜を盗み出し、相場の1/4で（非ロヒンギャの）住民や商人に売り払ったと報じた。同記事によると、ミャンマーに残っているロヒンギャは50万人を割っている。
9月28日：国連安全保障理事会は、ロヒンギャ迫害について公開会合を開いた。グテーレス国連事務総長は、8月25日の武力衝突以来の難民が、少なくとも50万人に達したと述べ、さらに25万人が潜在的に家を追われる可能性があると指摘した。その上で、ミャンマー政府に「暴力の即時停止と人道支援の許可、難民の安全な帰還という3つの迅速な対応を求める」とした。米国のヘイリー国連大使は「ミャンマー当局は残忍で、少数民族を粛清するキャンペーンを続けている」と強く非難した。一方、ミャンマーのタウン・トゥン国家安全保障顧問は、問題は「宗教ではなくテロによるもの」「民族浄化やジェノサイドは起きていない」と反論した。
10月11日：国連人権高等弁務官事務所（OHCHR）は「ロヒンギャを国外に追放するだけでなく、帰還を阻むため、ミャンマー国軍が意図的に家屋や田畑を破壊・放火した」とする調査報告書を公表した。また従来、ミャンマー国軍側は、8月25日の武装組織による攻撃への反撃と主張していたが、「掃討作戦」は8月の初めから始まっていた可能性を指摘した。
10月16日：ミンアウンフライン最高司令官はフェルトマン国連事務次長（政治局長）との会談で、改めて「「ベンガル人」はミャンマーの民族ではない。1942年に（「ベンガル人」によって）2万人以上のラカイン人が殺されたことこそが真の歴史であり、隠すことはできない」と主張した。そして、ミャンマー軍は「ベンガル人」による不法占拠や「ベンガル人」テロリストに合法的に対処したまでとして、（「ベンガル人」では無い）地元民のために安全対策を取る必要があると主張した。さらに、国連の人道支援について、「ベンガル人」テロリストに支援物資が流れているという疑念があり、だからラカイン人は国連の支援に反対している。よって、支援を行うならミャンマーの政府機関との連携が必要だと主張した。
10月23日：国連欧州本部で開催された支援国会合において、在ジュネーブ国際機関日本政府代表部の志野光子大使は、ロヒンギャ難民への日本政府による緊急支援を1600万ドルまで拡大することを表明した。
11月13日：ミャンマー国軍は、「ベンガル人」への迫害は「していなかった」。殺害、放火、略奪、強姦などの迫害とされるものは全て「テロリストによるプロパガンダ」とする調査結果を発表した。報告書は、国軍が1ヶ月にわたって「ベンガル人」3217人、ヒンドゥー教徒2157人などに面会調査した結果という。また、「ベンガル人のテロリスト」は6200人～1万人にのぼり、「治安部隊よりも多い」。「ベンガル人のテロリスト」は治安部隊への攻撃を始め、自作自演で放火したり、ヒンドゥー教徒ら105人を拉致したとの見解を示した。
11月16日：国際連合は総会第3委員会（人権）でミャンマー政府に対し、軍事力行使の停止や、国連などによる制限のない人道支援を認めるよう求めた決議案を賛成135、反対10、棄権26の賛成多数で採択した。反対はミャンマー、中国、ロシア、ラオス、フィリピン、ベトナム、カンボジア、シリア、ベラルーシ、ジンバブエ。棄権は日本、インド、ネパール、スリランカ、ブータン、タイ、シンガポールなどであった。同日、ヒューマン・ライツ・ウォッチは、「ビルマ」治安部隊による大規模なレイプが行われていると声明を出した。バングラデシュに逃れたロヒンギャ女性52人、支援者など19人への聞き取り調査によると、強姦の加害者はほぼ全員が軍人で、ラカイン人も共謀して性的嫌がらせなどを行った。また、兵士が幼い我が子を木に叩き付けて殺したり、子供や老親を燃えさかる家に投げ込み焼き殺したり、夫を銃殺したなどの証言が寄せられた。
12月5日：国連人権理事会で、ミャンマーによるロヒンギャへの「組織的かつ大規模な人権侵害」を「強く非難」し、ミャンマーに独立調査団への協力を呼びかける内容の決議が賛成33、反対3、棄権9で採択された。反対は中国、フィリピン、ブルンジ。棄権は日本、インド、コンゴ、エクアドル、エチオピア、ケニア、モンゴル、南アフリカ、ベネズエラであった。
12月7日：『ニューライト・オブ・ミャンマー』は、人権理事会の決議を非難するウ・ヒテン・リン常任代表者の声明を報じた。
声明の主な内容は以下の通り。
- この決議案は分裂、対立を引き起こす。
- 特定の信仰に属する、特定のグループに焦点を当てている。人権は人種、宗教、性別にかかわらず、世界中のすべての人々にとって必要。
- 一部にミャンマーの主権を侵害し、十分な根拠の無い内容がある。
- ARSAの攻撃を非難していない。

12月11日：AP通信はバングラデシュのロヒンギャ難民29人（全て女性）にインタビューした結果、ミャンマー治安部隊による強姦は「徹底的で組織的」に行われたと報じた。ミャンマー当局は取材に応じなかったが、これまで強姦や虐殺などの指摘を全て虚報と主張している。
12月13日：ミャンマーは、ラカイン州で取材していたロイターの記者2人と、協力者の警察官2人を逮捕した。被疑はイギリス植民地時代に制定された国家機密法違反で、ミャンマー情報省は「（記者は）海外メディアと共有する目的で情報を不正入手した」と声明を出した。
12月14日：国境なき医師団は8月25日から9月24日までの1ヶ月間に、少なくとも9000人のロヒンギャが死亡し、そのうちの71.7%、6700人が殺害されたとする調査結果を発表した。難民2434世帯・11426人への聞き取り調査からの推計で、死因の69%は銃撃、9%は焼死、5%は殴打によるという。5歳未満の子どもでは、59%超が銃撃、15%が自宅で焼死し、7%が殴打、2%は地雷が死因という。また、ミャンマーから脱出できなかった世帯は調査対象に含まれておらず、家ごと焼き殺され一家全滅した例もあるとして、実際の死亡者はさらに上回っている可能性が高いとした。ミャンマー政府は、国境なき医師団の報告について「何もコメントすることはない」とした。ミャンマー政府は、全体の死者は432人、内訳は「ベンガル人テロリスト」387人、治安部隊15人、市民は「ベンガル人」7人、ヒンドゥー教徒7人、ラカイン人仏教徒16人の計30人としている。
12月17日：ヒューマン・ライツ・ウォッチは、衛星画像の分析の結果、「ビルマ」治安部隊によるロヒンギャ集落への放火が、12月になっても続いていると発表した。それによると、10月以降に40の村が被災し、「ビルマ」とバングラデシュの合意が成立した11月23日以降に限っても、4の村が被災していた。その上で、「ビルマ」政府が国際社会に安全な難民帰還を約束していることに対して「宣伝工作にすぎない」と批判した。
12月18日：ゼイド・ラアド・アル・フセイン国連人権高等弁務官はフランス通信の取材に対し、ロヒンギャへの弾圧は「ジェノサイド（大量虐殺）」の可能性があると述べた。武装勢力に対する適切な取り締まりを主張するミャンマー政府に対し、ゼイドは2016年の時点で30万人のロヒンギャがバングラデシュに逃れていたことを指摘し、「ミャンマー政府の主張とは合致しないのではないか」との見解を示した。同日、フセイン国連人権高等弁務官はBBCの取材に対し、ミャンマー側の行動は「ものすごくよく練られて計画されたものなのではないか、と我々は感じ始めた」と述べた。またBBCは、ロヒンギャ難民らの証言として、ミャンマーが昨年ラカイン州で組織した武装警察が、ロヒンギャ集落襲撃の実行犯になったと報じた。
12月19日：世界保健機関（WHO）は、バングラデシュのロヒンギャ難民キャンプでジフテリアが流行しており、死者が21人に達したと発表した。WHOは12月17日より、2度目の予防接種を開始している。
12月20日：国連によると、ミャンマーは李亮喜・国連特別報告者の入国拒否と非協力を通告した。李は声明で「ミャンマー政府の決定に失望している。大変なことが起きているに違いない」と非難した。ミャンマーは、李が7月の訪緬で「以前の（軍事）政権の手法が今も用いられている」などと批判したことが、「偏っており不公正だ」として、協力取りやめの理由に挙げた。
12月21日：アメリカ財務省は、大統領令に基づき、ミャンマー国軍のマウンマウンソー少将個人に対し、国内資産凍結などの制裁を発表した。証言によると、8月の「掃討作戦」でマウンマウンソーの率いた治安部隊が、ロヒンギャを無差別に殺害したほか、集落への放火を行ったという。
12月24日：国連総会で、イスラム協力機構（OIC）の提出した、ミャンマー政府にロヒンギャ難民の全帰還や完全な市民権の付与、援助関係者の接触容認などを求める決議が賛成122、反対10、棄権24で採択された。反対はミャンマー、中国、ロシア、ベラルーシ、カンボジア、ベトナム、ラオス、フィリピン、シリア、ジンバブエ。棄権は日本、インド、タイ、ネパール、ブータン、シンガポール、パプアニューギニア、カメルーン、南アフリカ、ドミニカ共和国、ベネズエラなどであった。
2018年5月22日、アムネスティ・インターナショナルは、ARSAが最大で99人のヒンドゥー教徒を虐殺したとする報告書を発表した。ARSAは報告書の内容を否定している。
8月27日、国際連合人権理事会（UNHRC）は、ミャンマー調査団の報告書を発表した。それによると、「ラカイン州のイスラム教徒に人権はない」と指摘し、2017年からの掃討作戦は「即時で、残忍で、（武装勢力の脅威に対し）不均衡」であり、少なくとも1万人が殺害され、ロヒンギャ居住地の4割が焼き払われたとした。また、治安部隊や他民族が、ロヒンギャ居住地への「再定住」を進めていると指摘した。ロヒンギャに対する差別発言、ヘイトスピーチへのミャンマー政府の対応は不十分であり、オンラインには差別発言が蔓延した。ソーシャルメディアでは、Facebookが憎悪の拡散に使われ、Facebook側の対策は後手に回った。一方、ARSAは、数十人のラカイン人､最大で100人のヒンドゥー教徒を殺害した可能性があるとした。総体として、ミャンマー治安部隊の行動はARSAを対象としたものではなく、「ベンガル人」全体を標的としたジェノサイドであり、人道に対する罪であり、国際刑事裁判所あるいは国際特別刑事裁判所への訴追が必要と結論付けた。ミャンマー政府のザウ・ハティ報道官は、1.政府は人権侵害を厳しく取り締まっており、また調査団自体を入国を含めて認めていないので、人権理事会の決議にも同意しない。　2.国連や他の国際機関の主張は虚偽であり、それを立証するために独立した調査委員会を組織した。また訴訟も検討している。　3.政府は安全保障と法の支配・国民の利益を守るためにサイバー法の制定を努力すべきである。として、報告書を全て虚偽とする見解を示した。また報告書で名指しされたFacebookは、ミンアウンフラインら軍幹部18人のアカウントを削除したが、ミャンマー国内で激しい反発を受け、ザウ・ハティ報道官も「なぜ削除したのか多くの疑問がある」と言及した。
8月28日：国連安保理においてミャンマー大使は、ARSAが「250人以上の非ムスリム少数民族および、100人以上のヒンドゥー教徒を虐殺」したと主張し、人道的問題は全てARSAおよび、それを支援した外国のテロ組織に責任があるとする見解を示した。その上で、「（「ベンガル人」の）無実の民間人」難民の帰還については計画を進めており、「ミャンマー政府と人民」による遂行を強調した上で、国際社会の協力を求めた。
8月31日：ロイターは、ミャンマー軍広報部が7月に出版した『ミャンマー政治と国軍（原題：Myanmar Politics and the Tatmadaw: Part I）』で写真の捏造があると報じた。同書は「ベンガル人」の悪事をアピールする内容であった。キャプションに「ベンガル人は無残にも地元の民族を殺した」とある写真は、実際は1971年、バングラデシュのダッカで、パキスタン側の人物がベンガル人を殺害した写真だった。また、キャプションに「ベンガル人は英国によって（ミャンマーに）侵入した」とある写真は、実際は1996年、ルワンダ虐殺に際したフツ族難民のカラー写真を、白黒に加工して古びて見せたものだった。版元は9月4日までに、「間違った写真が印刷されていた」ことを認め、謝罪した。

### バングラデシュ政府の対応
バングラデシュは、ミャンマーに強制送還を要求しているが、ロヒンギャを自国民とは認めないミャンマー政府は、これを拒んでいる。バングラデシュは、ロヒンギャをミャンマーへの強制送還前提でガンジス川河口の無人島バシャンチャール島（テンガルチャール島）に隔離しようとして、批判を受けた。バングラデシュのアブル・ハッサン・マームード・アリ外相は、6月15日に国会で「ラカインの人々」が犯罪を働き、「国家安全保障上の懸念」となっていると答弁した。10月5日、バングラデシュは8月以降の大量の難民流入を受け、80万人超を収容できる巨大キャンプの設置を発表した。完成次第、すべての難民を移す方針である。
10月24日：バングラデシュのカーン内相は、ミャンマーのチョー・スエ内相と会談し、ロヒンギャのミャンマー帰還手続きなどを協議した。ミャンマー側は、自国の記録照合で住民確認が必要と主張し、受入は1日100～150人程度としたが、早期帰還を求めるバングラデシュとは、条件が折り合わなかった。
11月23日：バングラデシュとミャンマーはロヒンギャのミャンマー帰還について合意書に署名した。しかし、帰還の具体的手続きや期限は合意に至らず、さらに交渉を続けることになった。
バングラデシュは、9月より「治安上の理由」から難民用の身分証発行を始めた。しかし「ロヒンギャ」の明記がなく、「ミャンマー国民の登録証」と表記されていることに反発し、受け取りを拒否するロヒンギャ難民が相次いでいるという。

### 日本政府の対応
2017年8月4日、日本財団の招きで来日したミンアウンフライン軍司令官が、安倍晋三首相を表敬訪問した。日緬防衛協力などを会談し、「国民和解や少数民族支援」にも触れたが、ロヒンギャについて特段の言及は無かった。
8月29日：外務報道官は武装勢力による治安部隊への襲撃を「強く非難」した。その一方、アナン委員長らによるラカイン州助言委員会の最終報告書の勧告履行へのミャンマー政府の取り組みを「支援」すると表明した。
9月19日：河野太郎外相は、改めて武装勢力による襲撃を「強く非難」した。一方で人道状況や住民殺害の疑惑、この時点で40万人にのぼる難民流出に「深刻な懸念」を表明した。
11月14日：安倍首相はアウンサンスーチーと会談し、「深刻な懸念」を伝え、治安回復や避難民帰還の実現を求めた。
11月16日：日本政府はバングラデシュへの避難民支援として、1500万ドル（今年度支出レートで16億5000万円）の緊急資金協力を決定した。
11月18日より11月20日にかけ、河野外相はバングラデシュを訪問した。11月19日、河野外相はバングラデシュのアブル・ハッサン・マームード・アリ外相と会談し、バングラデシュ政府の難民受入を高く評価すると共に、日本政府として支援をして行くことを表明した。同日、河野外相はガブリエル・ドイツ副首相兼外相、モゲリーニEU外務・安全保障政策上級代表、ヴァルストローム・スウェーデン外務大臣と共にロヒンギャ避難民キャンプを視察した。また、河野は『デイリー・スター』紙への取材に対し、1.武装勢力を「強く非難」し、2.ラカイン州の人権状況や60万に上る難民流出などを「深刻に懸念」し、3.バングラデシュの取り組みに対し、合計1860万ドルの支援を行うことを改めて述べた。
11月20日：中根一幸外務副大臣は、ミンアウンフラインと会談した。中根は、ミャンマー国軍の人権侵害疑惑について、必要があれば処罰を行うよう求めた。ミンアウンフラインは、「バングラデシュに流出した避難民」について、「審査の上で受け入れる用意がある」と述べた。
12月14日：安倍首相は訪日したティン・チョウ・ミャンマー大統領と会談した。安倍首相の発言は以下の通りである。1.ユニバーサル・ヘルス・カバレッジ（UHC）支援を引き続き進める。2.「自由で開かれたインド太平洋戦略」の下、官民合わせて8千億円の資金投入、文化交流の推進などを行う。3.ラカイン州の人権・人道状況を「懸念」している。避難民帰還に関するミャンマー・バングラデシュ合意を歓迎する。